# Scytodes fourchei
Espèce
Scytodes fourchei est une espèce d'araignées aranéomorphes de la famille des Scytodidae.

## Distribution
Cette espèce se rencontre en Afrique centrale et en Afrique de l'Est.

## Publication originale
- Lessert, 1939 : Araignées du Congo belge (Deuxieme partie). Revue de Zoologie et de Botanique Africaines, vol. 32, p. 1-13.